# خشکرود (زرندیه)
خشکرود شهری در بخش مرکزی شهرستان زرندیه در استان مرکزی ایران است.
این شهر در سال ۱۳۸۶ هیئت دولت ایران از روستا به شهر تبدیل شد و جمعیت آن در سال ۱۳۹۵ ۵۲۴۶ نفر بوده‌است.